# Seszele na Letnich Igrzyskach Olimpijskich 2008
Seszele na Letnich Igrzyskach Olimpijskich 2008 reprezentowało 9 zawodników w 6 dyscyplinach.
Był to siódmy start reprezentacji Seszeli na letnich igrzyskach olimpijskich.

## Wyniki reprezentantów Seszeli

### Badminton
Miksty
| Zawodnicy                       | Konkurencja | 1/64              | 1/32              | 1/16                                    | Ćwierćfinał                   | Półfinał                      | Finał                         | Finał                         |
| Zawodnicy                       | Konkurencja | Przeciwnik Punkty | Przeciwnik Punkty | Przeciwnik Punkty                       | Przeciwnik Punkty             | Przeciwnik Punkty             | Przeciwnik Punkty             | Miejsce                       |
| ------------------------------- | ----------- | ----------------- | ----------------- | --------------------------------------- | ----------------------------- | ----------------------------- | ----------------------------- | ----------------------------- |
| Georgie Cupidon Juliette Ah-Wan | Mikst       |                   |                   | R.Mateusiak i N.Kostiuczyk P 21-8 21-19 | Odpadli z dalszej rywalizacji | Odpadli z dalszej rywalizacji | Odpadli z dalszej rywalizacji | Odpadli z dalszej rywalizacji |

### Kajakarstwo
Mężczyźni
| Zawodnik     | Konkurencja | Bieg eliminacyjny | Bieg eliminacyjny | Półfinał                     | Półfinał                     | Finał                        | Finał                        |
| Zawodnik     | Konkurencja | Czas              | Miejsce           | Czas                         | Miejsce                      | Czas                         | Miejsce                      |
| ------------ | ----------- | ----------------- | ----------------- | ---------------------------- | ---------------------------- | ---------------------------- | ---------------------------- |
| Tony Lespoir | K-1 500 m   | 1:53,248          | 27                | Odpadł z dalszej rywalizacji | Odpadł z dalszej rywalizacji | Odpadł z dalszej rywalizacji | Odpadł z dalszej rywalizacji |
| Tony Lespoir | K-1 1000 m  | 4:05,890          | 23                | Odpadł z dalszej rywalizacji | Odpadł z dalszej rywalizacji | Odpadł z dalszej rywalizacji | Odpadł z dalszej rywalizacji |

### Lekkoatletyka
Mężczyźni
| Zawodnik      | Konkurencja  | Bieg eliminacyjny | Bieg eliminacyjny | Ćwierćfinał                  | Ćwierćfinał                  | Półfinał                     | Półfinał                     | Finał                        | Finał                        | Miejsce                      |
| Zawodnik      | Konkurencja  | Wynik             | Miejsce           | Wynik                        | Miejsce                      | Wynik                        | Miejsce                      | Wynik                        | Miejsce                      | Miejsce                      |
| ------------- | ------------ | ----------------- | ----------------- | ---------------------------- | ---------------------------- | ---------------------------- | ---------------------------- | ---------------------------- | ---------------------------- | ---------------------------- |
| Danny D’Souza | bieg na 100m | 11,00             | 62                | Odpadł z dalszej rywalizacji | Odpadł z dalszej rywalizacji | Odpadł z dalszej rywalizacji | Odpadł z dalszej rywalizacji | Odpadł z dalszej rywalizacji | Odpadł z dalszej rywalizacji | Odpadł z dalszej rywalizacji |

Kobiety
| Lindy Leveau-Agricole | rzut oszczepem | 56,32 | 29 |  |  | Odpadła z dalszej rywalizacji | Odpadła z dalszej rywalizacji | Odpadła z dalszej rywalizacji |

### Pływanie
Mężczyźni
| Zawodnik     | Konkurencja          | Bieg eliminacyjny | Bieg eliminacyjny | Półfinał                     | Półfinał                     | Finał                        | Finał                        |
| Zawodnik     | Konkurencja          | Czas              | Miejsce           | Czas                         | Miejsce                      | Czas                         | Miejsce                      |
| ------------ | -------------------- | ----------------- | ----------------- | ---------------------------- | ---------------------------- | ---------------------------- | ---------------------------- |
| Dwayne Didon | 50 m stylem dowolnym | 28,95             | 84                | Odpadł z dalszej rywalizacji | Odpadł z dalszej rywalizacji | Odpadł z dalszej rywalizacji | Odpadł z dalszej rywalizacji |

Kobiety
| Zawodnik      | Konkurencja             | Bieg eliminacyjny | Bieg eliminacyjny | Półfinał                      | Półfinał                      | Finał                         | Finał                         |
| Zawodnik      | Konkurencja             | Czas              | Miejsce           | Czas                          | Miejsce                       | Czas                          | Miejsce                       |
| ------------- | ----------------------- | ----------------- | ----------------- | ----------------------------- | ----------------------------- | ----------------------------- | ----------------------------- |
| Shrone Austin | 400 m stylem dowolnym   | 4:35,86           | 41                | Odpadła z dalszej rywalizacji | Odpadła z dalszej rywalizacji | Odpadła z dalszej rywalizacji | Odpadła z dalszej rywalizacji |
| Shrone Austin | 100 m stylem klasycznym | 1:19,02           | 43                | Odpadła z dalszej rywalizacji | Odpadła z dalszej rywalizacji | Odpadła z dalszej rywalizacji | Odpadła z dalszej rywalizacji |

### Podnoszenie ciężarów
Mężczyźni
| Zawodnik       | Konkurencja | Rwanie | Rwanie  | Podrzut | Podrzut | Łączna ilość pkt. | Miejsce |
| Zawodnik       | Konkurencja | Wynik  | Miejsce | Wynik   | Miejsce | Łączna ilość pkt. | Miejsce |
| -------------- | ----------- | ------ | ------- | ------- | ------- | ----------------- | ------- |
| Terrence Dixie | -85 kg      | 115,0  | 19      | 140,0   | 16      | 255,0             | 16      |

### Żeglarstwo
Mężczyźni
| Zawodnik    | Konkurencja | Wyścig | Wyścig | Wyścig | Wyścig | Wyścig | Wyścig | Wyścig | Wyścig | Wyścig | Wyścig | Wyścig | Punkty | Miejsce |
| Zawodnik    | Konkurencja | 1      | 2      | 3      | 4      | 5      | 6      | 7      | 8      | 9      | 10     | 11     | Punkty | Miejsce |
| ----------- | ----------- | ------ | ------ | ------ | ------ | ------ | ------ | ------ | ------ | ------ | ------ | ------ | ------ | ------- |
| Allan Julie | Laser       | 33     | 37     | 13     | 33     | 27     | 16     | 21     | 30     | 30     | CAN    | DNA    | 203    | 32      |